# The Answer (banda)
The Answer é uma banda de hard rock norte-irlandesa formada em 2000. Ganhou bastante fama por estar no game Guitar Hero World Tour.

## Formação
- Cormac Neeson - vocal
- Paul Mahon - guitarra
- Micky Waters - baixo
- James Heatley - bateria

## Discografia
- 2006 - Rise
- 2007 - Rise: Special Edition
- 2008 - Live at Planet Rock Xmas Party
- 2009 - Everyday Demons
- 2011 - Revival
- 2013 - New Horizon
- 2015 - Raise a Little Hell